# 杉本城の戦い
杉本城の戦い（すぎもとじょうのたたかい）は、南北朝時代初期に神奈川県鎌倉市にあたる相模国鎌倉で起こった戦い。

## 概要
延元元年／建武3年（1336年）12月、北朝を擁した足利尊氏に京を追われた後醍醐天皇は吉野に逃れ、南朝を開く。後醍醐は京都奪還のため、陸奥国多賀城にいる鎮守府将軍・北畠顕家に再上洛を要請した。
しかし、北朝勢力が多賀城を包囲する形成となっていったため、顕家は翌延元2年/建武4年（1337年）1月、南陸奥の霊山城へ国府を移した。霊山城が北朝方に包囲されるなど不利な情勢が続く中、顕家は義良親王を奉じて奥州の軍を率い、8月11日に西上を開始した。
顕家軍は足利義詮や斯波家長・桃井直常らの守る鎌倉に向けて進軍する。それを阻もうとする小山氏の守る下野国小山城での攻防戦は3ヶ月にも及んだが、12月8日にようやく小山城を攻略。12月13日に利根川、12月16日に武蔵国安保原で足利方を打ち破り鎌倉に迫った。
『太平記』によれば、このとき伊豆国から北条時行、上野国から新田義興が合流し、顕家軍と合わせて三方から鎌倉を攻める形になった。一方、鎌倉では上杉憲顕や斯波家長がいったん房総へ撤退して形勢を立て直そうとしたものの、足利義詮は決戦を主張したという。そして12月23日、顕家軍は鎌倉に討ち入り翌々日にかけて飯島・杉本で合戦となったが、幕府方は尊氏上洛後で十分な軍勢が整わず、次々と敗退。家長は杉本城にて終日防戦したが討ち取られ、義詮は三浦半島へ落ち延びた。
鎌倉を制圧してから数日後の暦応元年（1338年）年正月2日、顕家軍は鎌倉を出発し、東海道を京都に向けて進軍した。